# El tiempo de ti
«El tiempo de ti» es una canción y el tercer y último sencillo del grupo mexicano tapatío Playa Limbo, que se desprende de su álbum debut de estudio Canciones de Hotel (2007). Fue lanzada en el año 2008 por la discográfica Sony BMG.

## Información general
La canción fue escrita por Jorge Ernesto Corrales Díaz y Ángel Baillo (integrantes de la banda), como así se acredita en la página oficial de la Sociedad de Autores y Compositores de México.

## Posicionamiento en listas
| Lista (2008)            | Puesto |
| ----------------------- | ------ |
| México (Los 40)         | 14     |
| México (Spotify Charts) | 4      |
| Paraguay (Radio Latina) | 39     |